# Johann Rieder
Johann Rieder (* 1633 in Erl in Tirol; † 1715 in Rosenheim) war der erste Hof- und Leibschiffmeister des Kurfürstentums Bayern.

## Leben
Als erster und einziger Sohn eines Bierbrauers sollte Johann Rieder eigentlich die Brauerei übernehmen, doch war die Leidenschaft für die Schifffahrt auf dem Inn stärker. Schon in jungen Jahren war er für seine Steuerkünste bekannt. Und auch das Glück spielte ihm in die Hände, denn er durfte das Schiff der zukünftigen Kurfürstin von Bayern steuern. Als die Mutter starb, kam es zum Zerwürfnis mit dem Vater. Daraufhin nahm Johann seine Sachen und heuerte als Flößer und für die Wintermonate als Kurier beim Fürstbischof von Kempten an. In nur wenigen Jahren stieg er hier zum Flößermeister auf.
Durch seine Arbeit als Flößer für mehrere Benediktiner-Klöster kam er wieder von der Iller zum Inn. So beantragte er im Jahre 1659 in Rosenheim das Bürgerrecht, welches ihm am 18. August 1660 gewährt wurde. Daraufhin heiratete er noch im selben Jahr die Witwe des Schiffsmeisters Cronperger und übernahm dessen Gewerbe als Schiffsmeister, Getreidehändler und Weinwirt. Bald darauf kam sein Sohn Joseph Rieder zur Welt. In den folgenden Jahren brachte er es zu Wohlstand und genoss großes Ansehen in der Stadt und auch bei den Flößern auf dem Inn. So wurde er 1669 in den Äußeren Rat der Stadt gewählt und weitere 29 Jahre später in den Inneren Rat, der aus sechs Männern bestand, die abwechselnd das Amt des Bürgermeisters innehatten.
Als Dank und Auszeichnung seiner Leistungen bei den vielen Fahrten des kurfürstlichen Hofs von Wasserburg nach Wien und zurück erhielt er den Titel Hof- und Leibschiffmeister. 1671 wurde ihm eine noch größere Ehre zuteil, als er einen Wappenbrief für sich und seine Nachkommen erhielt.
Während des Großen Türkenkrieges fuhr er Soldaten und Munition den Inn und die Donau abwärts ins Ungarnland und bis nach Belgrad. Dabei wurde er am 19. Juli 1703 in Tirol verhaftet und kam bei einem Gefangenenaustausch 1704 zwischen Rosenheim und Tirol wieder frei.
1712 beendete er seine Tätigkeit als Schiffsmeister aufgrund seines Alters und Gesundheitszustandes.
Die Johann-Rieder-Realschule Rosenheim wurde 2005 nach ihm benannt.